# HIKAKIN & SEIKIN
HIKAKIN & SEIKIN（ヒカキン アンド セイキン）は、日本の2人組男性ユニット。UUUM所属。所属レコードレーベルはUUUM RECORDS。2015年結成。共同作業者のTeddyLoidが主に楽曲の編曲を担当。2015年8月13日に自己制作で配信シングル『YouTubeテーマソング』でデビュー。同年11月21日にUUUM RECORDSよりCDデビューした。

## 概要
実の兄弟であるHIKAKINとSEIKINの兄弟ユニット。全ての楽曲の作詞作曲をSEIKINが担当している。YouTuberとして唯一『ミュージックステーション』に3年連続で出演し続けている。
2015年
デビュー曲としてリリースした「YouTubeテーマソング」のミュージックビデオは1.4億回以上再生を超えていて、、小室哲哉によるリアレンジ版もリリース。（曲自体は2012年から存在する。）
2017年
2ndシングル「雑草」は、シングルランキング総合1位を獲得（iTunes Music Store、レコチョク）、ミュージックビデオは6000万再生を超える。
2018年
3rdシングル「今」は、長尺の逆再生一発撮りに挑戦し、大きな話題となった。ミュージックビデオは6000万再生を超えている。
2019年
4thシングル「夢」をリリース。ミュージックビデオは4000万再生を超えている。
2020年
5thシングル「光」をリリース。ミュージックビデオは4000万再生を超えている。
2021年
HikakinTV10周年記念に伴って6thシングル「FIRE」をリリース。ミュージックビデオは2000万再生を超えている。
2024年
7thシングル「コール」をリリース。ミュージックビデオは1000万再生を超えている。

#### 2025年
YouTubeテーマソング10周年記念に伴って8thシングル「YouTubeテーマソング2」をリリース。また、HikakinTVでの公開までのカウントダウンも話題になっていた。

## メンバー
| 名前                 | 生年月日              | 出身地                                 | 血液型 | 備考              |
| -------------------- | --------------------- | -------------------------------------- | ------ | ----------------- |
| HIKAKIN （ヒカキン） | 1989年4月21日（36歳） | 新潟県中頸城郡妙高高原町（現：妙高市） | O型    | SEIKINの実の弟。  |
| SEIKIN （セイキン）  | 1987年7月30日（38歳） | 新潟県中頸城郡妙高高原町（現：妙高市） | O型    | HIKAKINの実の兄。 |

## ディスコグラフィー

### CDシングル
| # | 発売日         | タイトル            | 販売形態 | レーベル     | 初収録アルバム |
| - | -------------- | ------------------- | -------- | ------------ | -------------- |
| 1 | 2015年11月21日 | YouTubeテーマソング | CD+DVD   | UUUM RECORDS | アルバム未収録 |
| 2 | 2018年07月22日 | 雑草                | CD       | UUUM RECORDS | アルバム未収録 |

### デジタルEP
| # | 発売日         | タイトル            | 販売形態 | 販売形態 | レーベル         | 初収録アルバム |
| - | -------------- | ------------------- | -------- | -------- | ---------------- | -------------- |
| 1 | 2015年08月13日 | YouTubeテーマソング | 音楽配信 | 音楽配信 | HIKAKIN & SEIKIN | アルバム未収録 |

### デジタルシングル（単曲）
| # | 発売日         | タイトル | 販売形態 | レーベル         | 初収録アルバム |
| - | -------------- | -------- | -------- | ---------------- | -------------- |
| 1 | 2017年10月19日 | 雑草     | 音楽配信 | HIKAKIN & SEIKIN | アルバム未収録 |
| 2 | 2018年11月09日 | 今       | 音楽配信 | UUUM RECORDS     | アルバム未収録 |
| 3 | 2019年12月15日 | 夢       | 音楽配信 | UUUM RECORDS     | アルバム未収録 |
| 4 | 2021年01月15日 | 光       | 音楽配信 | UUUM RECORDS     | アルバム未収録 |
| 5 | 2021年08月27日 | FIRE     | 音楽配信 | UUUM RECORDS     | アルバム未収録 |
| 6 | 2024年04月08日 | コール   | 音楽配信 | UUUM RECORDS     | アルバム未収録 |

### 未収録曲
2020年
- YouTubeテーマソング2020

### ミュージックビデオ
| 公開日         | 曲名                  | 動画       |
| -------------- | --------------------- | ---------- |
| 2015年8月14日  | YouTubeテーマソング   | [ 動画 1 ] |
| 2017年10月19日 | 雑草                  | [ 動画 2 ] |
| 2018年11月9日  | 今                    | [ 動画 3 ] |
| 2019年12月15日 | 夢                    | [ 動画 4 ] |
| 2020年12月24日 | 光                    | [ 動画 5 ] |
| 2021年8月20日  | FIRE                  | [ 動画 6 ] |
| 2024年4月4日   | コール                | [ 動画 7 ] |
| 2025年8月15日  | YouTubeテーマソング２ | [ 動画 8 ] |

### 動画
1. ↑  『YouTubeテーマソング／ヒカキン＆セイキン』2017年10月19日。2015年8月14日閲覧。
2. ↑  『雑草 / ヒカキン＆セイキン』2017年10月19日。2025年8月19日閲覧。
3. ↑  『今 / ヒカキン & セイキン』2018年11月9日。2025年8月19日閲覧。
4. ↑  『ヒカキン & セイキン - 夢』2019年12月15日。2025年8月19日閲覧。
5. ↑  『光 / ヒカキン & セイキン』2020年12月24日。2025年8月19日閲覧。
6. ↑  『ヒカキン & セイキン - 夢』2021年8月20日。2025年8月19日閲覧。
7. ↑  『HIKAKIN & SEIKIN - コール』2024年4月4日。2025年8月19日閲覧。
8. ↑  『YouTubeテーマソング２／ヒカキン＆セイキン』2025年8月14日。2025年8月19日閲覧。